# Державна система промислових приладів і засобів автоматизації
Держа́вна систе́ма промисло́вих при́ладів і за́собів автоматиза́ції (ДСП) в СРСР— це сукупність уніфікованих та нормалізованих рядів блоків, приладів і засобів для одержання, опрацювання та використання інформації, які відповідають єдиним технічним і метрологічним вимогам і мають уніфіковані параметри вхідних і вихідних сигналів, нормалізовані габарити, приєднувальні розміри, а також економічно обґрунтовану точність, надійність, довговічність та естетичність. Система ДСП існувала в СРСР.

## Основні принципи побудови ДСП
ДСП побудована на системотехнічних принципах створення універсальних технічних засобів промислової автоматики. Ці принципи передбачають:
1. Поділ приладів і засобів автоматизації за функціональними ознаками на основні типи.
2. Мінімізацію номенклатури на основі створення параметричних рядів, уніфікованих систем і агрегатованих комплексів приладів та засобів автоматизації.
3. Блоково-модульну побудову складних пристроїв на базі типових уніфікованих елементів: блоків і модулів.
4. Сумісність приладів і засобів автоматизації ДСП у роботі автоматичних систем контролю та управління на основі:
- уніфікації сигналів зв'язку між електричними, пневматичними і гідравлічними приладами;
- уніфікації конструктивів і приєднувальних розмірів;
- уніфікації технічних та експлуатаційних вимог.

## Класифікація виробів за ДСП
За функціональною ознакою вироби ДСП поділяються на наступні групи:
1. Пристрої отримання інформації про стан процесу — давачі (первинні вимірювальні перетворювачі).
2. Пристрої приймання, перетворення і передавання інформації каналами зв'язку — комутатори вимірювальних ланцюгів, перетворювачі сигналів і кодів, телемеханічні пристрої вимірювання, сигналізації та керування.
3. Засоби обробки, зберігання та подачі інформації та пристрої формування команд керування — аналізатори сигналів, функційні і операційні перетворювачі, логічні пристрої, регулятори, задавачі, керуючі обчислювальні пристрої і комплекси.
4. Пристрої реалізації командної інформації на об'єкті керування — виконавчі механізми, підсилювачі потужності.
За видом енергії носія сигналів у каналі зв'язку вироби ДСП поділяють на:
- електричні — це прилади і засоби автоматизації, у яких для живлення використовується зовнішня електрична енергія, а енергетичним носієм інформації є електричний сигнал. Електрична гілка розділяється на аналогову та дискретну гілки ДСП з відповідними стандартними уніфікованими сигналами. Найширшого використання набули електричні засоби зі струмовими сигналами 0...5 мА та 4...20 мА, а за напругою 0...10 В;
- пневматичні — це прилади і засоби автоматизації, в яких для живлення використовується стиснуте повітря під тиском 140 кПа, а енергетичним носієм інформації є стандартний пневматичний сигнал 20...100 кПа. Засоби пневмоавтоматики і вторинні прилади широко використовуються у хімічній, нафтопереробній, газовій, харчовій та інших галузях промисловості;
- гідравлічні — це прилади і засоби автоматизації, у яких джерелом зовнішньої енергії є стиснута рідина, а носієм інформації — гідравлічні сигнали. Робоча рідина (індустріальні, турбінні та трансформаторні оливи та вода), що є енергоносієм, перебуває під тиском від 0,16 до 6,4 МПа. Засоби гідравлічної гілки ДСП забезпечують точні переміщення виконавчих механізмів при великих зусиллях;
- ті, що використовують інші види енергії;
- комбіновані — низка приладів і засобів автоматизації різних гілок ДСП, об'єднаних за допомогою перетворювачів, на базі яких розроблені системи автоматизації з урахуванням конкретних умов роботи та виробництва: висока вологість, вибухонебезпечність, пожежонебезпечність, інерційність та ін. Найчастіше використовуються пневматичні датчики з електричними приладами та ЕОМ за допомогою пневмоелектричних та електропневматичних перетворювачів;
- ті, що працюють без використання допоміжної енергії, а за рахунок енергії середовища, параметри якого вимірюються та регулюються. Наприклад, регулювання рівнями температури, тиску та ін.